# Caroline Goodall
Caroline Goodall (London, 1959. november 13. –) brit színésznő, forgatókönyvíró és producer.
Az 1990-es évek elején Steven Spielberg két rendezésében is feltűnt, a Hook (1991) és a Schindler listája (1993) szereplőjeként. További filmjei közé tartozik a Cliffhanger – Függő játszma (1993), a Zaklatás (1994), a Tomboló szél (1996), a Neveletlen hercegnő (2001) és a Vissza hozzád (2014). Forgatókönyvíróként és producerként a 2020-as The Bay of Silence című thrillerrel debütált.
Fontosabb televíziós szereplései voltak A fehér királyné (2013) és a Golyóálló (2018) című sorozatokban.

## Élete és pályafutása
Angliában született és nevelkedett, de sok időt töltött Ausztráliában, édesapja szülőhazájában is. 
Gyerekkori dadogása miatt kezdett színészkedni. Tizenévesen a The Moon Stallion című sorozatban szerepelt. Dorothea Brooking rendezőnő bátorítására jelentkezett a Bristoli Egyetemre, ahol angol nyelvet és drámát tanult. Pályafutásának elő éveiben a Royal Shakespeare Company és a Royal Court Theatre színtársulatok tagja volt. Kaliforniában játszott egy színdarabban, amikor felkérést kapott Steven Spielberg Hook című 1991-es filmjébe. Két évvel később a Schindler listája szereplője lett, Emilie Schindlert formálva meg a mozivásznon. Így ő az egyedüli brit színésznő, aki főszerepet játszhatott két Spielberg-rendezésben is. Ugyanebben az évben a könnyedebb műfajú, de számára a forgatás szempontjából megterhelő Cliffhanger – Függő játszma című akciófilmben is szerepet vállalt. Szintén 1993-ban Az ezüst Brumby című ausztrál produkcióban Russell Crowe oldalán tűnt fel. 
1994-ben a Zaklatás című thrillerben volt Michael Douglas partnere. 1996-ban Ridley Scott katasztrófafilmjében, a Jeff Bridges főszereplésével készült Tomboló szél-ben volt látható. A 2000-es évek első felében Helen Thermopolist keltette életre a Neveletlen hercegnő (2001) és a Neveletlen hercegnő 2. – Eljegyzés a kastélyban (2004) című romantikus könyvadaptációkban. A fehér királyné (2013) és A fehér hercegnő (2017) című minisorozatokban Neville Cecília yorki hercegné szerepében láthatták a nézők. 2015-ben A ruhakészítő szereplője volt, Kate Winslet és Judy Davis társaságában. 2016-ben a Berlini küldetés című kémsorozat első évadjának volt visszatérő szereplője. 2018-ban A Hunter Killer küldetés, 2021-ben a Sokkal több mint testőr 2. című filmekben játszott. 
2020-ban debütált forgatókönyvírói és produceri feladatkörben a The Bay of Silence című könyvadaptációban.

## Magánélete
1994 szeptemberében ment feleségül Nicola Pecorini olasz operatőrhöz. Két gyermekük született, Gemma és Leone.

## Filmográfia

### Film
| Év   | Magyar cím                                      | Eredeti cím                              | Szerep                   | Magyar hang        |
| ---- | ----------------------------------------------- | ---------------------------------------- | ------------------------ | ------------------ |
| 1986 | Örökké búcsúzunk                                | Every Time We Say Goodbye                | Sally nővér              |                    |
| 1991 | Hook                                            | Hook                                     | Moira Banning            | Kútvölgyi Erzsébet |
| 1993 | Cliffhanger – Függő játszma                     | Cliffhanger                              | Kristel                  | Orosz Helga        |
| 1993 | Az ezüst Brumby                                 | The Silver Brumby                        | Elyne Mitchell           | Ráckevei Anna      |
| 1993 | Schindler listája                               | Schindler's List                         | Emilie Schindler         | Csere Ágnes        |
| 1994 | Zaklatás                                        | Disclosure                               | Susan Sanders            | Jani Ildikó        |
| 1995 |                                                 | Hotel Sorrento                           | Meg Moynihan             |                    |
| 1996 | Tomboló szél                                    | White Squall                             | Dr. Alice Sheldon        | Spilák Klára       |
| 1997 | Véráldozat (Álarc mögött a hóhér)               | Casualties                               | Annie Summers            | Vándor Éva         |
| 1999 |                                                 | The Secret Laughter of Women             | Jenny Field              |                    |
| 2000 | A felejtés virágai                              | Harrison's Flowers                       | Johanna Pollack          | Árkosi Kati        |
| 2001 | Neveletlen hercegnő                             | The Princess Diaries                     | Helen Thermopolis        | Vándor Éva         |
| 2003 | A hazugsággyáros                                | Shattered Glass                          | Mrs. Duke                | Menszátor Magdolna |
| 2003 |                                                 | Easy                                     | Sandy Clarke             |                    |
| 2004 | Szabadság, szerelem                             | Chasing Liberty                          | Michelle Foster          | Fehér Anna         |
| 2004 | Neveletlen hercegnő 2. – Eljegyzés a kastélyban | The Princess Diaries 2: Royal Engagement | Helen Thermopolis        | Vándor Éva         |
| 2004 | Menedék                                         | Haven                                    | Ms. Claire               |                    |
| 2005 | Elrabolva                                       | The Chumscrubber                         | Mrs. Parker              |                    |
| 2005 |                                                 | River's End                              | Sarah Watkins            |                    |
| 2006 | A tolvajok hercege                              | The Thief Lord                           | Ida Spavento             | Kiss Erika         |
| 2006 |                                                 | We Fight to Be Free (rövidfilm)          | Martha Dandridge Custis  |                    |
| 2008 |                                                 | The Seven of Daran: Battle of Pareo Rock | Lisa Westwood            |                    |
| 2009 | Görögbe fogadva                                 | My Life in Ruins                         | Dr. Elizabeth Tullen     | Borbás Gabi        |
| 2009 | Dorian Gray                                     | Dorian Gray                              | Lady Radley              | Réti Szilvia       |
| 2012 | Az igazság nyomában                             | The Cold Light of Day                    | Laurie Shaw              | Kovács Nóra        |
| 2012 |                                                 | Mental                                   | Doris                    |                    |
| 2013 | Harmadik fél                                    | Third Person                             | Dr. Gertner              | Menszátor Magdolna |
| 2013 | A nimfomániás – 2. rész                         | Nymphomaniac                             | pszichológus             |                    |
| 2014 | Vissza hozzád                                   | The Best of Me                           | Evelyn Collier           | Andresz Kati       |
| 2015 |                                                 | The Daniel Connection                    | Veronica Ashler          |                    |
| 2015 | A ruhakészítő                                   | The Dressmaker                           | Elsbeth Beaumont         | Bertalan Ágnes     |
| 2015 | A ruhakészítő                                   | The Dressmaker                           | Elsbeth Beaumont         | Ősi Ildikó         |
| 2016 | Bob, az utcamacska                              | A Street Cat Named Bob                   | Mary                     | Menszátor Magdolna |
| 2018 | A Hunter Killer küldetés                        | Hunter Killer                            | Ilene Dover elnökasszony | Kovács Nóra        |
| 2019 |                                                 | Muse                                     | ápolónő                  |                    |
| 2020 |                                                 | The Bay of Silence                       | Marcia                   |                    |
| 2021 | Sokkal több mint testőr 2.                      | The Hitman's Wife's Bodyguard            | Crowley                  | Vándor Éva         |
| 2021 | Paradicsommadarak                               | Birds of Paradise                        | Celine                   |                    |

### Televízió
| Év        | Magyar cím                   | Eredeti cím                            | Szerep                          | Megjegyzések                                                          |
| --------- | ---------------------------- | -------------------------------------- | ------------------------------- | --------------------------------------------------------------------- |
| 1978      |                              | The Moon Stallion                      | Estelle Mortenhurze             | főszereplő (6 epizód)                                                 |
| 1982      |                              | Charles & Diana: A Royal Love Story    | Ann Bolton                      | tévéfilm                                                              |
| 1985      |                              | Gems                                   | Anne-Marie Colman               | állandó szereplő (1. évad)                                            |
| 1985      |                              | Remington Steele                       | Jenny Buchanan                  | 1 epizód                                                              |
| 1988      | Meghökkentő mesék            | Tales of the Unexpected                | Holly Peverill                  | 1 epizód                                                              |
| 1988      |                              | Rumpole of the Bailey                  | Helen Derwent                   | 1 epizód                                                              |
| 1989      |                              | After the War                          | Sally Raglan                    | minisorozat (6 epizód)                                                |
| 1989      |                              | Cassidy                                | Charlie Cassidy                 | minisorozat (2 epizód)                                                |
| 1990      |                              | 4 Play                                 | Marsha                          | 1 epizód                                                              |
| 1990      | Agatha Christie: Poirot      | Agatha Christie's Poirot               | Lady Yardly                     | - 1 epizód (A Western Star esete) - magyar hangja: - Prókai Annamária |
| 1990      |                              | Half a World Away / The Great Air Race | Amy Johnson                     | minisorozat (2 epizód)                                                |
| 1991      | A skorpió gyűrűje            | Ring of Scorpio                        | Helen Simmons                   | - tévéfilm - magyar hangja: - Hámori Ildikó                           |
| 1991      | Quantum Leap – Az időutazó   | Quantum Leap                           | Dr. Leslie Ashton               | 1 epizód                                                              |
| 1993      |                              | At Home with the Webbers               | Karen James                     | tévéfilm                                                              |
| 1993      | Mókás hekus                  | The Commish                            | Maddie Hodges                   | 1 epizód                                                              |
| 1993      |                              | Screen One                             | Mandy                           | 1 epizód                                                              |
| 1993      |                              | Les épées de diamants                  | Liv Gustavson                   | tévéfilm                                                              |
| 1995      | Pókember                     | Spider-Man                             | Vanessa Fisk (hangja)           | 1 epizód                                                              |
| 1996      |                              | The Sculptress                         | Rosalind Leigh                  | minisorozat (4 epizód)                                                |
| 1998      | A Bloom család két szólamban | Rhapsody in Bloom                      | Debra Loomis                    | - tévéfilm - magyar hangja: - Andresz Kati                            |
| 1998      | Merénylet az Operabálon      | Opernball                              | Heather Frazer                  | tévéfilm                                                              |
| 1998      | Végtelen határok             | The Outer Limits                       | Rebecca                         | 1 epizód                                                              |
| 1998      | Nehéz ügy                    | A Difficult Woman                      | Dr. Anne Harriman               | minisorozat (3 epizód)                                                |
| 1999      |                              | Sex 'n' Death                          | Bella                           | tévéfilm                                                              |
| 2000      |                              | Love and Murder                        | Sally Love                      | tévéfilm                                                              |
| 2000      | Feltétlen bizalom            | Trust                                  | Anne Travers                    | tévéfilm                                                              |
| 2001      | Gyilkos ösztön               | Murder in Mind                         | Joanna Liddy                    | 1 epizód                                                              |
| 2001      | Artúr király és a nők        | The Mists of Avalon                    | Igraine                         | - minisorozat (2 epizód) - magyar hangja: - Igó Éva                   |
| 2002      | Én & Mrs. Jones              | Me & Mrs Jones                         | Laura Bowden                    | tévéfilm                                                              |
| 2005      | CSI: A helyszínelők          | CSI: Crime Scene Investigation         | Dr. Emily Ryan                  | 1 epizód                                                              |
| 2005      | Alias                        | Alias                                  | Elizabeth Powell                | 1 epizód                                                              |
| 2006–2014 | Kisvárosi gyilkosságok       | Midsomer Murders                       | Grace Starkey / Penelope Calder | 2 epizód                                                              |
| 2010      |                              | Pulse                                  | Juliette Randall                | tévéfilm                                                              |
| 2011      | A férjem védelmében          | The Good Wife                          | Kim Palmieri                    | 1 epizód                                                              |
| 2012      |                              | Mrs Biggs                              | Muriel Powell                   | minisorozat (4 epizód)                                                |
| 2013      | A fehér királyné             | The White Queen                        | Neville Cecília yorki hercegné  | minisorozat (6 epizód)                                                |
| 2016      | A Korona                     | The Crown                              | Lady Doris                      | 1 epizód                                                              |
| 2016      | Berlini küldetés             | Berlin Station                         | Kelly Frost                     | visszatérő szereplő (1. évad)                                         |
| 2017      | A fehér hercegnő             | The White Princess                     | Neville Cecília yorki hercegné  | minisorozat (6 epizód)                                                |
| 2018      | Oxfordi gyilkosságok         | Endeavour                              | Lady Bayswater                  | 1 epizód                                                              |
| 2018      | Golyóálló                    | Bulletproof                            | Charlotte Carmel alpolgármester | főszereplő (6 epizód)                                                 |
| 2020      |                              | Cold Courage                           | Maggie                          | főszereplő (8 epizód)                                                 |
| 2023      |                              | Treyder                                | Alex Patterson                  | főszereplő                                                            |

## Fordítás
- Ez a szócikk részben vagy egészben  a   Caroline Goodall című angol Wikipédia-szócikk ezen változatának fordításán alapul.  Az eredeti cikk szerkesztőit annak laptörténete sorolja fel. Ez a jelzés csupán a megfogalmazás eredetét és a szerzői jogokat jelzi, nem szolgál a cikkben szereplő információk forrásmegjelöléseként.